# William Safire
William Lewis Safire (17 de dezembro de 1929 – 27 de setembro de 2009) foi um escritor, colunista e jornalista norte-americano.
Foi autor dos discursos do ex-presidente americano Richard Nixon (1969-1974) e vencedor do Prêmio Pulitzer por suas colunas de política e linguagem no jornal americano The New York Times; era conhecido por seu conservadorismo. 
Em 1979, começou a escrever a coluna On Language, em que examinava a origem e o uso de palavras e frases coloquiais do idioma.
Após a saída do jornal, Safire se tornou presidente da Fundação Dana, que apoia pesquisas nas áreas de neurociência, imunologia e disfunções cerebrais. Entre 1995 e 2004, participou do comité dos prêmios Pulitzer. Em 2006, recebeu a Medalha Presidencial da Liberdade do presidente George W. Bush (2001-2009).
Morreu em um hospital em Rockville, no Estado de Maryland, de complicações decorrentes de câncer pancreático.